# Albatrossexpeditionen

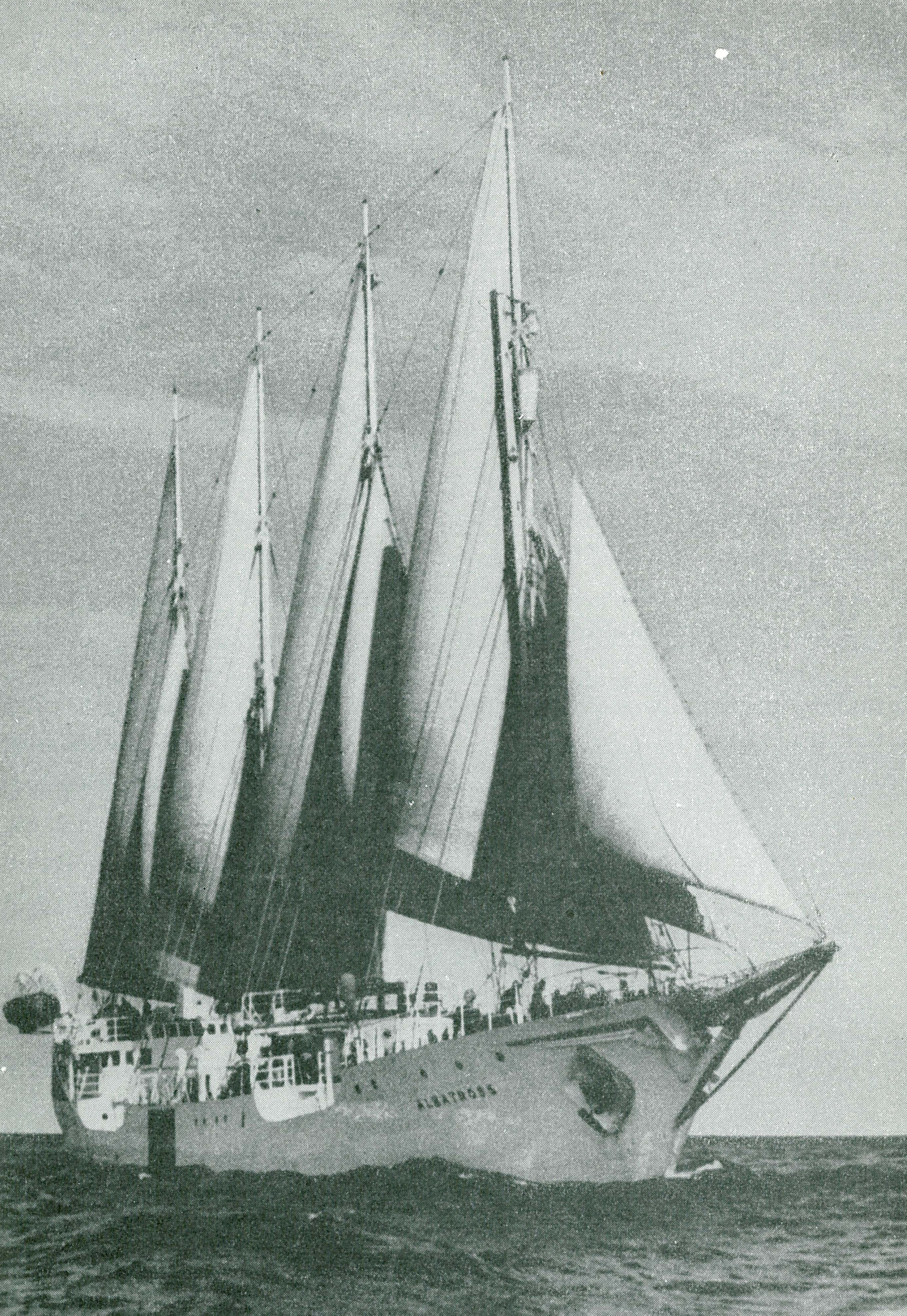
Albatross

Albatrossexpeditionen var en svensk djuphavsexpedition som mellan 4 juli 1947 och 3 oktober 1948 seglade jorden runt under 15 månader och avverkade 45 000 sjömil. Expeditionen anses som den andra stora svenska forskningsexpeditionen efter Vegaexpeditionen. Expeditionen genomfördes på Broströmskoncernens nybyggda elevfartyg S/V Albatross. Genom att Broströmskoncernen lånade ut Albatross så gott som gratis och med hjälp av privata donationer kunde expeditionen finansieras och genomföras. Expeditionens huvudsyfte var att ta upp upp till 20 meter långa sedimentproppar från havsbotten. Detta med hjälp av ett nyutvecklat instrument kallat kolvprovtagare eller Kullenberglod efter sin uppfinnare.     
Man utförde även trålningar på 7 600–7 900 meters djup. Detta var första gången någon trålat så här djupt och den allmänna uppfattningen vid denna tid var att det inte kunde existera liv så långt ner under havsytan. Trålningarna visade att detta var felaktigt då man fick upp både stora och små organismer. Expeditionen blev mycket framgångsrik och rönte mycket stor internationell uppmärksamhet. Expeditionen brukar nämnas när man pratar om oceanografins historia ur ett internationellt perspektiv. Hans Pettersson var expeditionsledare och var den drivande kraften bakom projektet.

## Historik

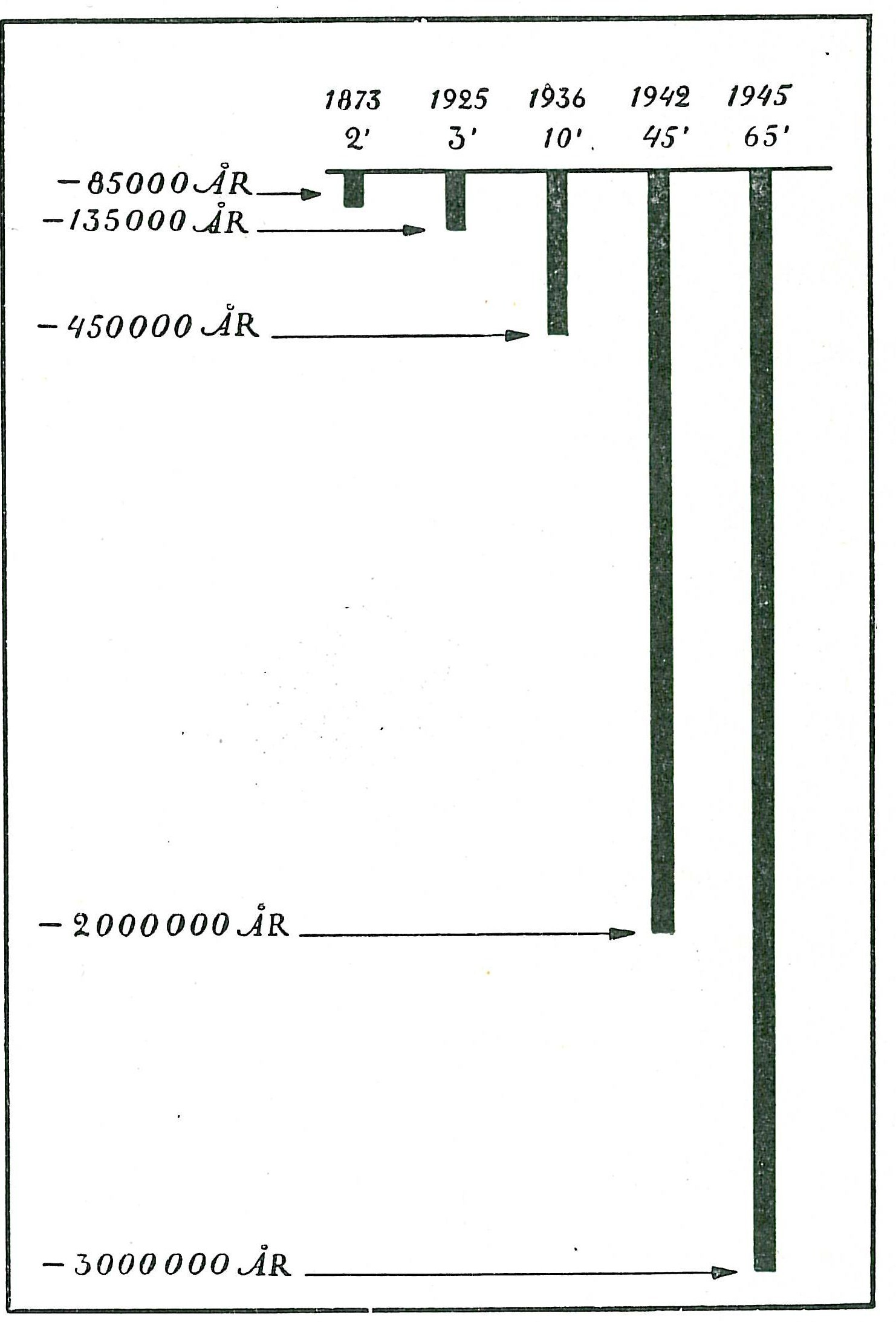
Bilden visar utvecklingen av lodens penetrering av bottensedimenten och hur många år tillbaka i tiden som man kan datera med hjälp av detta

Challengerexpeditionen, 1872–1876, blev en framgång och öppnade djuphaven för vetenskapen. Den expeditionen använde sig av rörlod för sedimentprovtagning vilket under gynnsamma förhållanden kunde få proppar upp till 2 fot. På 1920-talet seglade den tyska Meteorexpeditionen och då lyckades man få upp proppar på 3 fot, motsvarande knappt en meter. I början av 1930-talet uppfann amerikanen C. S. Piggot ett kanonlod, som fungerade så att lodet sänktes ner till strax över havsbotten, där en sprängladdning detonerade, vilket sköt ner ett lod i sedimentet. Med denna inte helt ofarliga metod lyckades man få upp proppar på över 2 meter. Med tvåmetersproppar kunde man nu få en blick 450 000 år tillbaka i tiden. Det var i detta skede som Hans Pettersson började kalkylera på en ny djuphavsexpedition. 
Expeditionen skulle egentligen avsegla redan 1939 och i stället för Albatross skulle bärgningsfartyget Fritiof användas. Fritiof var vid denna tidpunkt till salu och tillhörde Röda Bolaget som i sin tur tillhörde Broströmskoncernen. Men kriget kom emellan och allt sköts på framtiden, vilket dock medförde fördelar. Förseningen innebar att kolvlodet hann bli färdigutvecklat som tog upp till 20 meter långa proppar, vilket möjliggjorde för en blick 3 miljoner år tillbaka i tiden. Detta bidrog till att göra Albatrossexpeditionen till den framgång det blev. Vidare medförde förseningen att man istället fick tillgång till fartyget Albatross, som var ett betydligt mer lämpat fartyg än Fritiof.

## Kolvprovtagaren
Intresset för att ta upp sedimentproppar från botten kommer av att sedimenten fungerar som en tidskapsel, där det varje år tillkommer ytterligare ett tunt lager sediment på toppen. Därav kan man utifrån sedimentens sammansättning få information om förhållandena tusentals år tillbaka, bara någon meter ner i sedimentlagret. 
Provtagningsrören hade tidigare vanligen endast tryckts ned i sedimenten av sin egen vikt. Strömningsmotståndet i vattnet begränsar fallhastigheten och därmed den maximala utstansningskraften vilket innebar att sedimentpropparna begränsades till omkring en meter längd. På 1930-talet uppfanns ett kanonlod, som använde en krutladdning som sköt ner ett rör i sedimentet. Med detta inte helt ofarliga redskap kunde proppar på upp till två meter plockas upp ur Nordatlanten. Börje Kullenberg och expeditionsledaren Hans Pettersson utvecklade en ny provtagare på Bornö hydrografiska fältstation som kunde ta upp till 14 meter långa proppar. De kompletterade rörprovtagaren med en invändig kolv i provröret och kunde då genom det undertryck som uppstod få betydligt längre proppar. Ett par år senare utvecklade Kullenberg kolvprovtagaren vidare så den kunde ta proppar på upp till 20 meter. 
Från att ha kunna följt vår jords klimatväxlingar ca 450 000 år tillbaka, kunde man nu med den nya kolvprovtagaren se tillbaka 3 miljoner år i jordens historia.

## Testexpedition

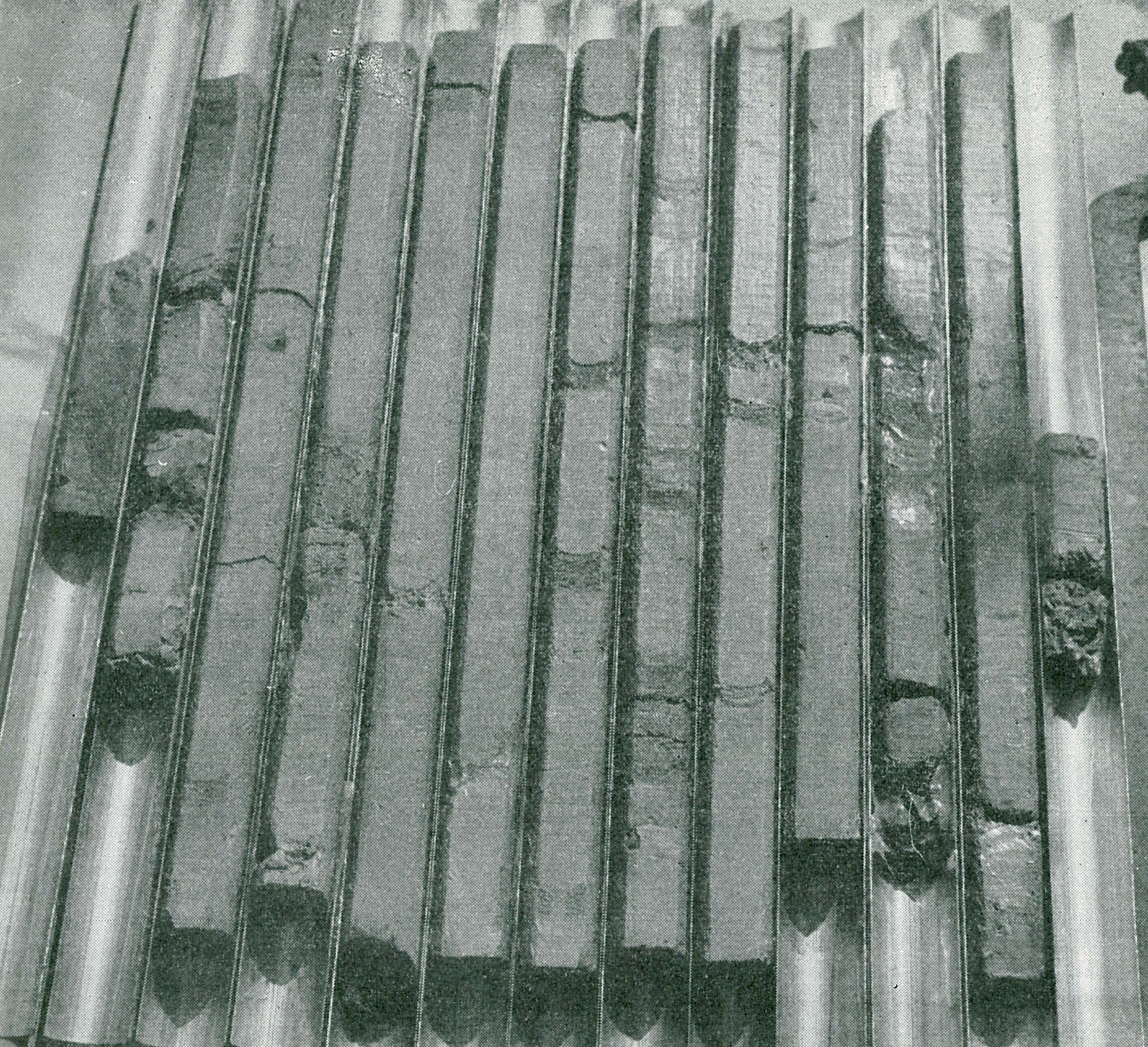
Sedimentpropparna som plockats upp. De delas på mitten för att analysera ena halvan och den andra halvan arkiveras för framtiden

Under april—maj 1946 gjordes en testexpedition med Skagerak II till Medelhavet för att pröva det helt nyutvecklade kolvlodet. Expeditionen höll till i västra Medelhavet och hade Alger i Nordafrika som expeditionshamn. Därifrån kunde man på endast ett par timmar nå ut till djup på 2 000 meter. Testen med kolvlodet hade utfallit väl och man hade fått upp många långa proppar där man tydligt kunde se spår av vulkanutbrott långt tillbaka i historien. 
Bofors hade utvecklat ett nytt sätt för att uppskatta sedimentlagrets tjocklek som också testades. Systemet gick ut på att man med hjälp av sjunkbomber mätte tiden mellan detonationsekot som reflekterats mot botten och det mycket svagare ekot som trängt ner genom sedimentet och reflekterats mot berggrunden under sedimenten. På detta sättet kunde sedimentens tjocklek bestämmas. Även detta föll väl ut och användes senare under Albatrossexpeditionen. Detta är en väl använd metod idag, dock mycket förfinad, kallad seismisk undersökning.

## Elevfartyget Albatross
Hans Pettersson kontaktade Broströmskoncernen om eventuell sponsring av projektet. Broström hade precis byggt ett elevfartyg för att träna blivande fartygsbefäl och detta fartyg med tillhörande besättning lånades ut till expeditionen. Det 70 meter långa och 11 meter breda fartyget var ett kombinerat motor- och segelfartyg och hade därför en relativt svag motor på endast 500 hästkrafter. Vid full last hade hon ett deplacement på 1450 ton, och ett djupgående på 4 meter. Oljeförbrukningen var på ca 2 ton per dygn och hon kunde bunkra 190 ton, vilket gav cirka 95 dygns gång och en aktionsradie på 20 000 sjömil.
| ”                                                        | Ett vackrare fartyg än Albatross får man leta efter, var ett omdöme man som vi under expeditionen ofta fingo höra i olika hamnar och på olika språk. Dess smäckra, elegant formade skrov med de fyra höga masterna erbjuder en vacker bild, särskilt under länsande undan för en frisk vind med den stora bredfocken, vårt enda råsegel, på förmasten. | „ |
| – Hans Pettersson (1950). Med Albatross över havsdjupen" | |   |

## Expeditionen

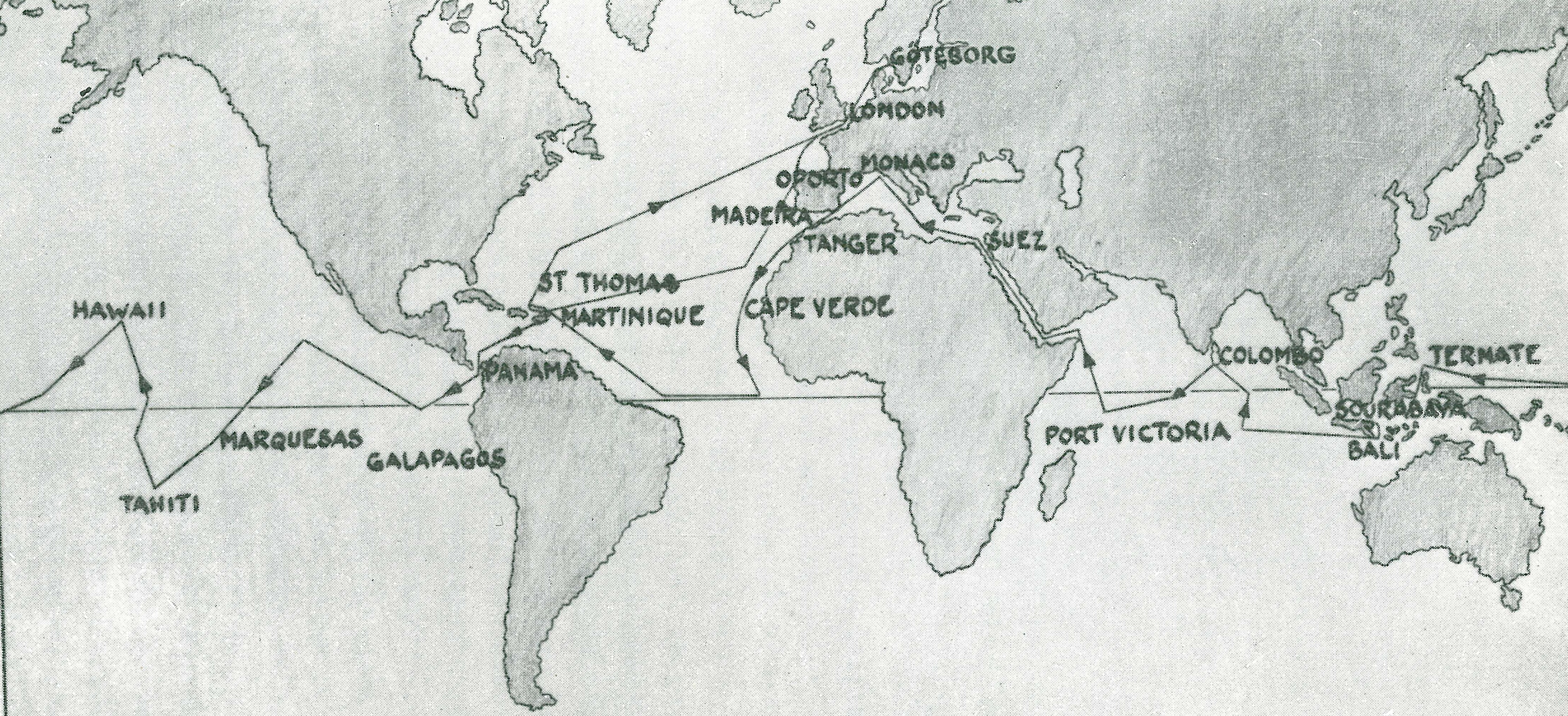
Karta över expeditionen

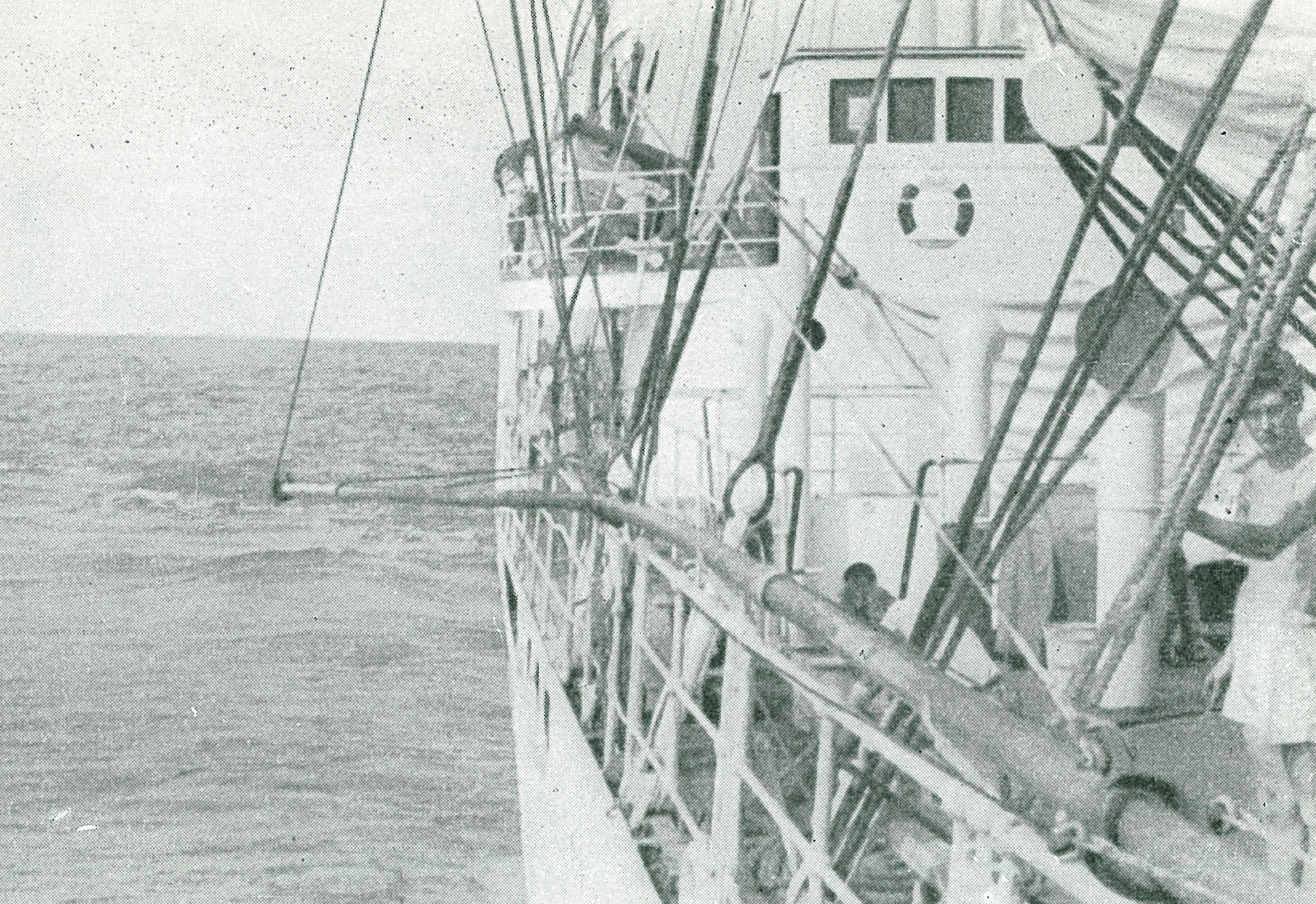
Rör till en kolvprovtagare som krökts mot en hård lavabädd

Det vetenskapliga syftet med expeditionen bestämdes enligt följande lista. 
1. Undersökning av havsbottnens nivåförhållande längs kustlinjen med ekolod
2. Mätningar av sedimentens tjocklek genom sjunkbombsdetonationer
3. Undersökning av djuphavssedimenten genom långa sedimentproppar
4. Mätningar av havsvattnets temperatur och lösta ämnen på olika djup, särskilt nära botten
5. Undersökning av dagsljusets nedträngande i vattnet och dess halt av svävande partiklar
6. Försök med djuhavstrål och undersöka djuhavsfaunan
7. Undersökning av de radioaktiva elementen uran och radiums förekomst i vattnet
8. Botaniska exkursioner på vissa under expeditionens besökta oceanöar
9. Sondering av jonosfären vid låg latitud med frekvensmodulerad kortvåg
10. Mätningar av den geotermiska gradienten i havsbotten mellan sedimentens yta och ett djup överstigande 10 meter

Den 4 juli 1947 avseglade Albatross från Göteborg mot den första destinationen, Funchal på Madeira. Resan gick västvart så man passerade Panamakanalen i slutet av augusti. I Stilla Havet och i Indiska Oceanen höll man sig till ekvatorialtrakterna, detta för att arbetet med kolvlodet skulle störas så lite som möjligt av sjögång. I den första planen från 1939 planerade man att undersöka djuphavsgravarna i västra Stilla havet, men det fanns inte tillräckligt lång vajer för att komma djupare än 8 000 meter. I stället blev det östra Stilla havet. Pengarna tog slut snabbare än beräknat och i en hamn i Röda havet gick Hans Pettersson i land och åkte hem till Sverige för att införskaffa mer pengar. När han senare gick ombord i Monaco hade han en extra halv miljon kronor från Boströms. Detta gjorde att man även kunde göra ytterligare undersökningar i Atlanten, där man lyckades tråla upp djurliv från rekorddjupet 7 500 meters djup. 
När expeditionen var färdig hade den seglat 45 000 sjömil över alla tre oceaner, skurit ekvatorn 18 gånger och varit ute i 15 månader. Mer än 200 sedimentproppar plockades upp med en total längd över 1600 meter. 400 undervattenssprängningar hade registrerats och fler än 3000 vattenprover hade samlats in. Otaliga botaniska insamlingar från alla öar och samlingar av diverse olika vattenlevande djur hämtades också. Allt fördes till Oceanografiska institutionen i Göteborg för vidare analysering.

## Epilog
Alla som seglat med expeditionen fick vid hemkomsten albatrossmedaljen. En nyutgåva gavs ut 1997 till 50-årsjubileet. Efter expeditionen ställde Naturvetenskapliga forskningsrådet medel till att bearbeta och trycka upp nästan en hyllmeter rapporter. Kolvlodet blev nyckeln till en ny era för maringeologin. Numera borrar man och kommer 100 gånger så djupt, men detta är dyrt så kolvlodet används fortfarande som komplement. 
Djuphavsvinschen som användes på Albatross såldes till Danmark och användes på Galathea-expeditionen 1950, då man slog ett nytt rekord med trålningsdjup, 11 000 meter. Hans Pettersson skrev en populärvetenskaplig bok redan 1950, Med Albatross över djuphaven. Läkaren ombord, John Eriksson, gav 1953 ut en dagbok rikt illustrerad med färgbilder. Än idag finns många hyllmeter material insamlat från expeditionen förvarat i förråden på Geovetarcentrum vid Göteborgs Universitet.